# Calife de la tauromachie
Le terme Calife de la Tauromachie (de l'espagnol : Califa del toreo, littéralement :  Calife de l'art de toréer), est un titre honoraire donné aux grands toreros originaires de la province de Cordoue, en souvenir du Royaume maure de Cordoue.

## Présentation
Il a d'abord été décerné à Lagartijo (Calife I) par l'écrivain revistero Mariano de Cavìa surnommé « Sobaquillo ». Guerrita a été le deuxième calife (Calife II), suivi de Machaquito (Calife III), Manolete (Calife IV) et de El Cordobès (Calife V).
En général, les Califes ont leur buste soit dans leur lieu de naissance :  à Cordoue celui de Lagartijo se dresse Calle Osario, celui de El Cordobès est dans les arènes de Cordoue, soit près des arènes où ils sont morts : celui de Manolete est devant les arènes de Linares.
Pour Guerrita, à la fois adoré et contesté, nommé Calife par la « vox populi », on n'a pas d'information sur l'existence et l'emplacement de son buste.

## Les bustes

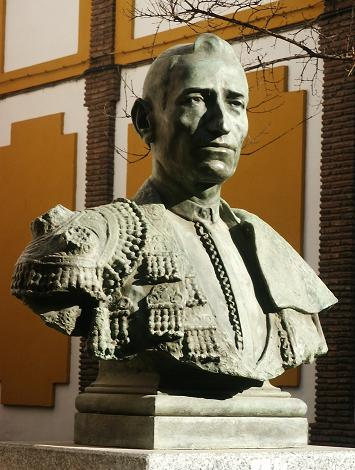
Lagartijo, buste Calle Osario
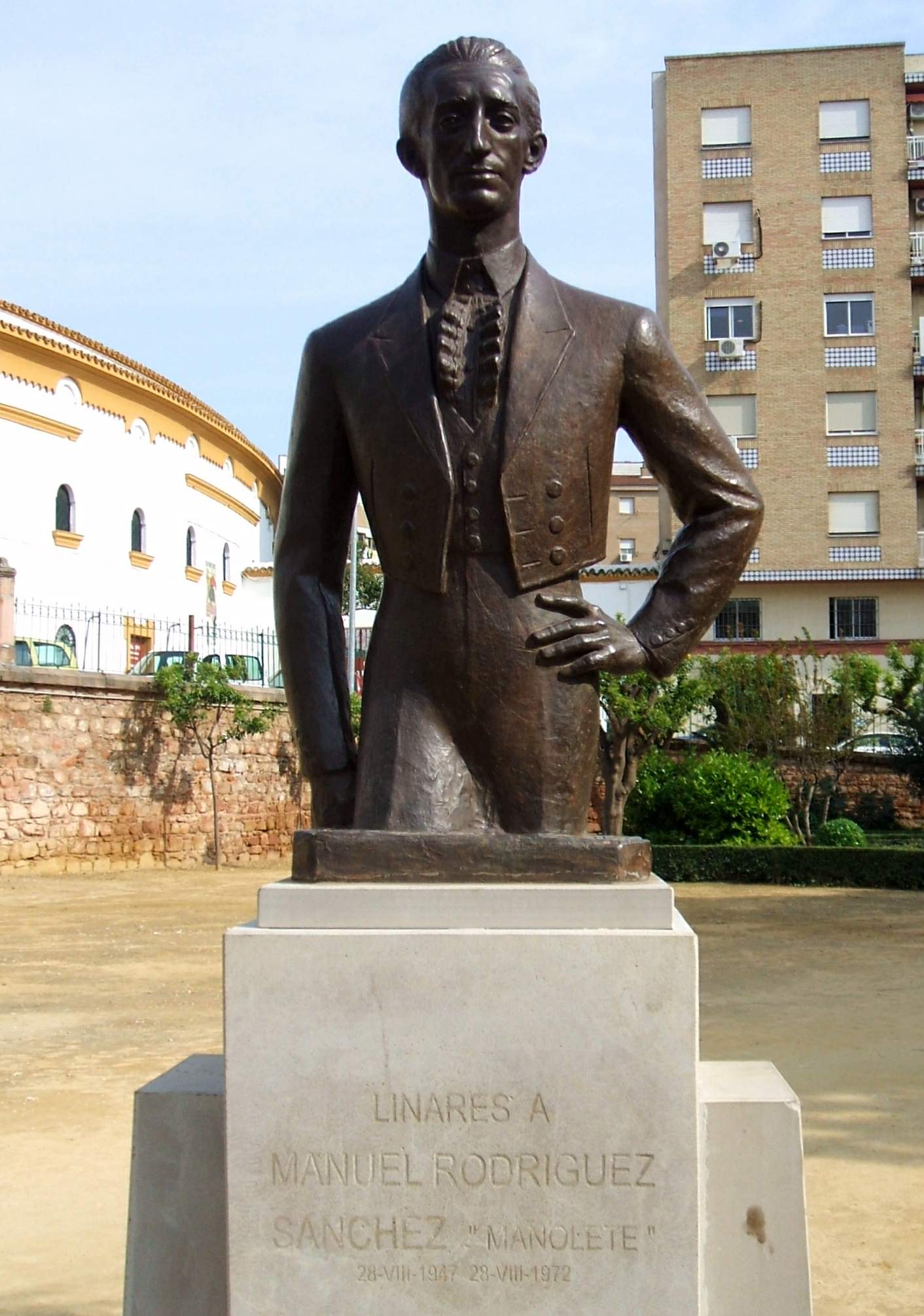
Manolete, monument près des arènes de Linares
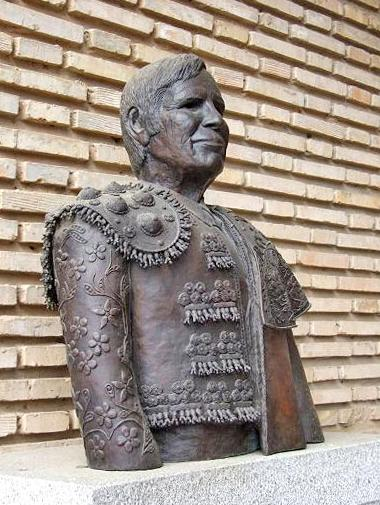
El Cordobés, buste dans les arènes de Cordoue